# إشبورن-فرانكفورت 2022
إشبورن-فرانكفورت 2022 (بالألمانية: Eschborn–Frankfurt 2022)‏ هو سباق دراجات هوائية من فئة سباق يوم واحد، وهو الموسم 61 من إشبورن-فرانكفورت، وأقيم في 1 مايو 2022 ضمن سباقات طواف العالم للدراجات 2022.
فاز بالمركز الأول سام بينيت، وبالمركز الثاني فرناندو جافيريا، وبالمركز الثالث ألكسندر كريستوف.

## الفرق
| فرق عالمية (11)- AG2R Citroën Team - Bahrain Victorious - Bora-Hansgrohe - Cofidis - EF Education-EasyPost - Intermarché-Wanty-Gobert Matériaux - Israel-Premier Tech - Lotto-Soudal - Team DSM - Trek-Segafredo - UAE Team Emirates فرق برو (8)- Alpecin-Fenix - Arkéa-Samsic - بي آند بي هوتيلز 2022 ‏ - بنجوال باوليز ساوكس دبليو بي 2022 ‏ - برجس بي إتش 2022 ‏ - سبورت فلاندرين بالويس 2022 ‏ - TotalEnergies - أونو اكس برو سايكلنج تيم 2022 ‏ |  |
| |  |

## التصنيف العام النهائي
| التصنيف العام         | التصنيف العام   | التصنيف العام   | التصنيف العام                      | التصنيف العام |
| العداء                | العداء          | البلد           | الفريق                             | الوقت         |
| --------------------- | --------------- | --------------- | ---------------------------------- | ------------- |
| 1                     | سام بينيت       | جمهورية أيرلندا | بورا هانسغروه                      | 4 س 27 د 52 ث |
| 2                     | فرناندو جافيريا | كولومبيا        | فريق الإمارات                      | + 0 ث         |
| 3                     | ألكسندر كريستوف | النرويج         | Intermarché-Wanty-Gobert Matériaux | + 0 ث         |
| 4                     | فل بوهوس        | ألمانيا         | Bahrain Victorious                 | + 0 ث         |
| 5                     | داني فان بوبيل  | هولندا          | بورا هانسغروه                      | + 0 ث         |
| 6                     | إدوارد ثيونس    | بلجيكا          | تريك سيغافريدو                     | + 0 ث         |
| 7                     | ارنو دي لاي     | بلجيكا          | لوتو سودال                         | + 0 ث         |
| 8                     | سيموني كونسوني  | إيطاليا         | Cofidis                            | + 0 ث         |
| 9                     | بيت اليجارت     | بلجيكا          | Cofidis                            | + 0 ث         |
| 10                    | لورينزو مانزين  | فرنسا           | TotalEnergies                      | + 0 ث         |
| مصدر: ProCyclingStats |                 |                 |                                    |               |

## وصلات خارجية
- الموقع الرسمي
- لمحة عن سباق إشبورن-فرانكفورت 2022 على موقع  ProCyclingStats   (برو  سايكلنج  ستاتس) - إحصاءات  محترفي  الدراجات.
- إشبورن-فرانكفورت 2022 على موقع إحصائيات الدراجات الإحترافية (الإنجليزية)